# Лет Л-200Д Морава
Лет Л-200Д Морава је чехословачки двомоторни нискокрилац са 5 седишта. Производила га је фирма ЛЕТ од 1957 до 1964. године. Користи се као путнички авион, за авиотакси и обуку и тренажу пилота.

## Пројектовање и развој
Пројектантски тим фабрике Лет на челу са Ладиславом Смрчеком је на основу авиона Аеро Ае 45 који је рађен по лиценци, пројектовао је 1955. године двомоторни авион са 5 седишта модерног дизајна. Авион је требало да погони мотор Авиа М 337 снаге 210 KS који је још био у развоју. Пошто је мотор каснио за погонски мотор прототипова је искоришћен мотор Walter Minor 6III снаге 160 KS. Први прототип је први пут полетео 9. априла 1957. године. После успешног тестирања авиона, са овим мотором је направљена пробна серија од 10 авиона.

### Технички опис
Лет Л-200Д Морава је двомоторни нискокрилни путнички авион са 5 седишта.
Труп авиона је металне конструкције монокок, округлаог попречног пресека. Кабина пилота и путника чине једну целину. Кабине су опремљене великим прзорима што омогућава изванредну прегледност из авиона. Авион је опремљен уређајима који у кабини одржавају константни притисак и температуру. Са обе стране трупа налазе се врата за улаз у авион.
Крила су металне конструкције трапезастог облика. На крилима се налазе мотори, у крилаима су смештени унутрашњи резервоари за гориво. Простор у који се увлаче точкови за време лета се налазе у гондолама мотора. Крила имају управан положај на труп авиона.
Погонска група се састоји од два шестоцилиндрична ваздухом хлађена клипна мотора, Walter M337  са трокраком металном елисом константне брзине.
Стајни трап је увлачећи типа трицикл (један точак напред и два испод крила. Први точак се у току лета увлачи у кљун авиона а крилни точкови се увлаче у гондоле мотора. Погон за увлачење и извлачење ногу стајног трапа је хидраулични.

### Варијанте
- L-200 - Први прототип и предсерија од 10 комда са моторима Walter Minor 6III.
- L-200A - Серијска производња са мотором Walter M-337 и двокраким елисама.
- L-200B - Прототип није ушао у серијску производњу.
- L-200C - Прототип није ушао у серијску производњу.
- L-200D - Серијска производња са мотором Walter M-337 и трокраким елисама.

## Оперативно коришћење
У периоду од 1957. до 1964. године произедено је укупно 367 авиона Л-200А и Л-200Д који су продати у 19 земаља. Највећи корисник ових авиона је био Совјетски Аерофлот који је у свом поседу имао 68 авиона модел Л-200А и 113 авиона Л-200Д а користио га је као Авио такси.
| - Аустралија - Аргентина - Бугарска - ДДР - Француска - Куба - Мађарска - Западна Немачка - Велика Британија - Египат | - Индија - Индонезија - Пољска - Јужна Африка - Совјетски Савез - Југославија - Швајцарска - Шведска - Чехословачка |

### Авион Лет Л-200Д Морава у Југославији
Пет авиона Лет Л-200А Морава од делова је монтирано у Љубљанској фирми ЛИБИС и испоручено југословенским корисницима. Загребачка Пан Адриа је свој авион регистарски број YU-BBI препустила Савезном СУП-у који је верзију Л-200А модернизовао у Л-200Д. Кад је формирана Авио служба савезних органа 1. јануара 1967. овај авион је преузет од ССУП-а. Половином 1969. године авион Лет Л-200Д Морава је уступљен школском центру ЈАТ-а мада се до краја године водио као власништво СИВ-а. У ЈРЦВ СФРЈ овај авион се водио до краја 1989. године и био је у власништву Аероклуба Вараждин. Касније је продат у Чешкој где је егистрован као OK-PXX.